# Blodjordkrypare
Blodjordkrypare (Pachymerium ferrugineum) är en mångfotingart som först beskrevs av Carl Ludwig Koch 1835.  Blodjordkrypare ingår i släktet Pachymerium och familjen storjordkrypare. Arten är reproducerande i Sverige. Inga underarter finns listade i Catalogue of Life.